# Brianza

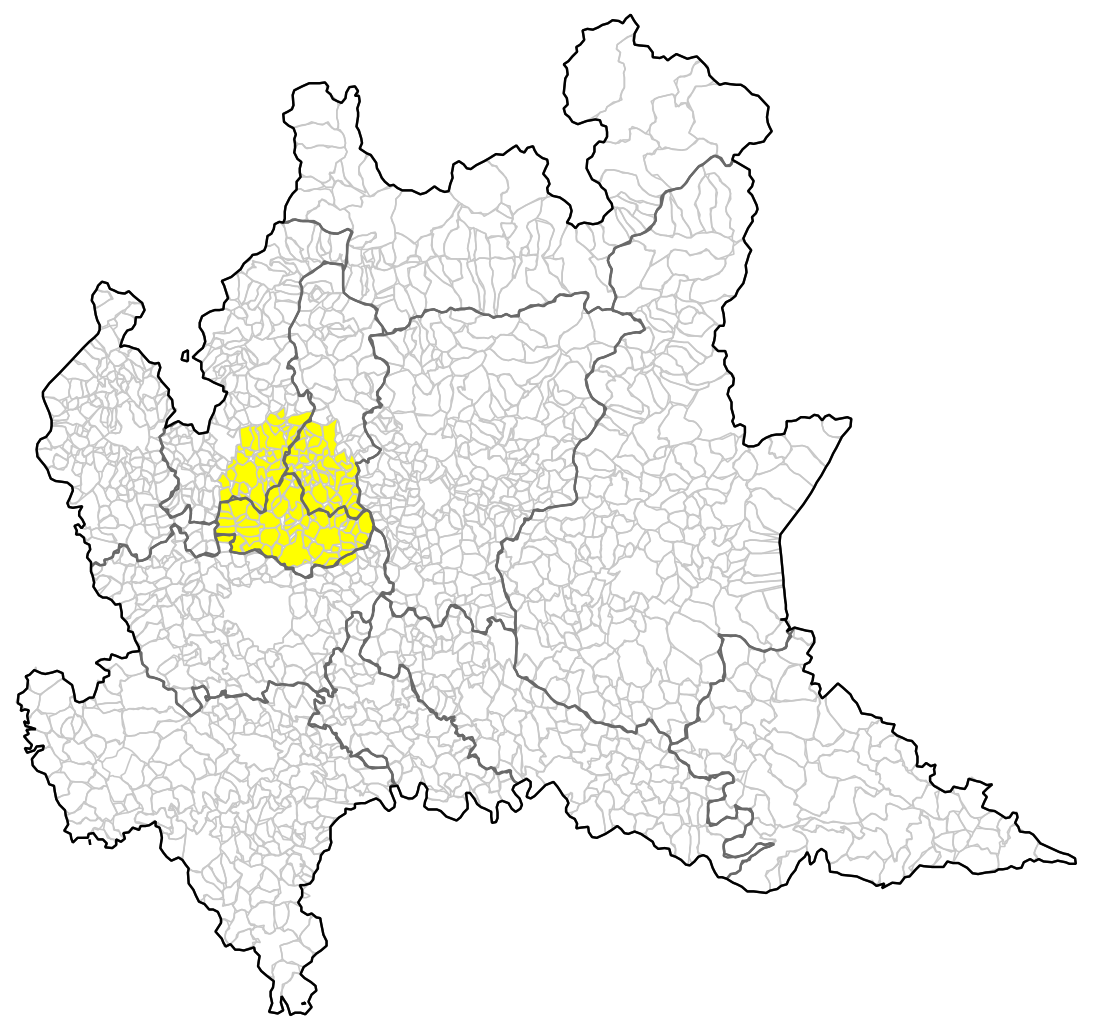
A área da Brianza destacada em amarelo no mapa da Lombardia.

A Brianza é uma área geográfica da região italiana da Lombardia. Situa-se a norte da cidade de Milão e a sul do lago de Como. A Brianza histórica não corresponde a uma entidade político-administrativa, mas engloba municípios pertencentes a quatro diferentes províncias lombardas: Milão, Monza, Como e Lecco.
Sua área total é estimada em 879,8 km² e seu total de habitantes era de 1 207 150 em 2006.
Principais municípios
| Município       | Nome no dialeto local | Província       | População |
| --------------- | --------------------- | --------------- | --------- |
| Lissone         | Lisôn                 | Monza e Brianza | 44.451    |
| Seregno         | Serégn                | Monza e Brianza | 42.626    |
| Desio           | Dés                   | Monza e Brianza | 40.100    |
| Cantù           | Cantü                 | Como            | 38.591    |
| Cesano Maderno  | Cesàn Madernu         | Monza e Brianza | 37.107    |
| Vimercate       | Vimercaa              | Monza e Brianza | 25.612    |
| Giussano        | Giüssaan              | Monza e Brianza | 24.363    |
| Mariano Comense | Mariaan               | Como            | 23.646    |
| Meda            | Meda                  | Monza e Brianza | 23.045    |
| Seveso          | Séves                 | Monza e Brianza | 22.877    |